# フューチャー・ショック (ハービー・ハンコックのアルバム)
『フューチャー・ショック』（Future Shock）は、アメリカ合衆国のジャズ・ミュージシャン、ハービー・ハンコックが1983年に発表したスタジオ・アルバム。なお当初日本盤は、アルバムタイトル・収録曲とも「フューチュア・ショック」と表記してた。

## 背景
マテリアルの主要メンバーとして活動していたビル・ラズウェルとマイケル・バインホーンが全面参加した。なお、ハンコックはその後も『サウンド・システム』（1984年）、『パーフェクト・マシーン』（1988年）、『FUTURE 2 FUTURE』（2001年）といったアルバムでラズウェルを起用している。ハンコックはマルコム・マクラーレンの曲「バッファロー・ギャルズ」を聴いてスクラッチという手法を知り、本作ではDJのグランドミキサーD.ST（後にグランドミキサーDXTと改名）がターンテーブルを担当し、シングル曲「ロックイット」は、スクラッチが使用された最初期のメジャー・ヒット曲として知られる。
タイトル曲はカーティス・メイフィールドのカヴァーで、オリジナル・ヴァージョンはメイフィールドのアルバム『バック・トゥ・ザ・ワールド』（1973年）からのシングル・ヒット曲である。

## 反響
アメリカのBillboard 200では43位に達し、ハンコックのアルバムとしては『モンスター』（1980年）以来の全米トップ100アルバムとなった。また、『ビルボード』のジャズ・アルバム・チャートでは2位、R&Bアルバム・チャートでは10位を記録した。その後も売り上げを伸ばし、リリースから約11年後の1994年10月には、RIAAによりプラチナ・ディスクの認定を受けた。
全英アルバムチャートでは27位に達し、自身3作目の全英トップ40アルバムとなった。オーストリアのアルバム・チャートでは5回（10週）連続でトップ10入りし、最高7位を記録する大ヒットとなった。
本作からの第1弾シングル「ロックイット」は、アメリカでは総合シングル・チャートのBillboard Hot 100で71位に達し、ハンコックのシングルとしては「カメレオン」以来9年ぶりにHot 100入りを果たした。また、『ビルボード』のダンス・ミュージック/クラブ・プレイ・シングル・チャートでは1位を獲得した。
全英シングルチャートでは「ロックイット」が最高8位を記録するヒットとなり、続いてシングル・カットされた「オートドライヴ」は33位、「フューチャー・ショック」は54位に達した。

## 評価
収録曲「ロックイット」は、第26回グラミー賞で最優秀R&Bインストゥルメンタル・パフォーマンス賞を受賞し、ハンコック初のグラミー受賞となった。
Richard S. Ginellはオールミュージックにおいて5点満点中3.5点を付け「率直に言って、このレコードは不可解である。非人間的で機械的な質感と、硬いリズムにより、興味深い生命力とセンス・オブ・ユーモアがもたらされている」と評している。また、ロバート・クリストガウは本作にBプラスを付け、「ロックイット」に関して「ハービー自身よりもマテリアルおよびグランドミキサーD.STのおかげで、ここ数年では最も新奇なインストゥルメンタル曲、そしてハンコックのキャリアを通じて最高のポップ・チューンとなった」と評している。

## 収録曲
特記なき楽曲はハービー・ハンコック、ビル・ラズウェル、マイケル・バインホーンの共作。
1. ロックイット - "Rockit" - 5:28
2. フューチャー・ショック - "Future Shock" (Curtis Mayfield) - 8:05
3. TFS - "TFS" - 5:47
4. アース・ビート - "Earth Beat" - 5:13
5. オートドライヴ - "Autodrive" - 6:27
6. ラフ - "Rough" - 6:58

### リマスターCDボーナス・トラック
1. ロックイット（メガ・ミックス） - "Rockit (Mega Mix)" - 6:18

## 参加ミュージシャン
- ハービー・ハンコック - シンセサイザー、ピアノ、キーボード
- マイケル・バインホーン - キーボード
- ビル・ラズウェル - エレクトリックベース
- グランドミキサーD.ST - ターンテーブリズム（英語版）(on #1, #4, #6)、バックグラウンド・ボーカル(on #6)
- ピート・コージー（英語版） - エレクトリック・ギター(on #2)
- ダニエル・ポンセ - バタ・ドラム（英語版）(on #1, #4)
- スライ・ダンバー - ドラムス(on #2, #6)、ボンゴ(on #2)
- ドワイト・ジャクソン - リード・ボーカル(on #2)
- ラマー・ライト - リード・ボーカル(on #6)
- バーナード・ファウラー（英語版） - バックグラウンド・ボーカル(on #2, #6)
- ロジャー・トリリング、ニッキー・スコペリティス - バックグラウンド・ボーカル(on #6)